# 阿尔莫多瓦-德尔皮纳尔
阿尔莫多瓦尔德尔皮纳尔，是西班牙卡斯蒂利亚-拉曼恰昆卡省的一个市镇。总面积94平方公里，总人口499人（2001年），人口密度5人/平方公里。